# Dandagaun (Kavrepalanchok)
Dandagaun (nep. डाँडागाउँ) – gaun wikas samiti w środkowej części Nepalu w strefie Bagmati w dystrykcie Kavrepalanchok. Według nepalskiego spisu powszechnego z 2001 roku liczył on 458 gospodarstw domowych i 3001 mieszkańców (1517 kobiet i 1484 mężczyzn).